# 8344 Babette
8344 Babette è un asteroide della fascia principale. Scoperto nel 1987, presenta un'orbita caratterizzata da un semiasse maggiore pari a 2,3758516 UA e da un'eccentricità di 0,1619480, inclinata di 0,38315° rispetto all'eclittica.
L'asteroide è dedicato a Babette Whipple, da nubile Samelson, moglie dell'astronomo Fred Lawrence Whipple.